# Schweizerische Akademie für Perinatale Pharmakologie
Die Schweizerische Akademie für Perinatale Pharmakologie (SAPP) (vormals Schweizerische Arbeitsgemeinschaft für Perinatale Pharmakologie) ist eine Non-Profit-Organisation, die gemäss ihren Statuten die Kenntnisse und Verbreitung von Informationen zur Wirkung von Substanzen (Arzneimittel inklusive solche der Komplementärmedizin, Impfstoffe, Diagnostika, Nahrungsergänzungsstoffe, Suchtmittel, Umweltschadstoffe, ionisierende Strahlen) bei der schwangeren Frau, der stillenden Mutter, beim ungeborenen Kind, beim Frühgeborenen und Neugeborenen und beim gestillten Säugling fördert. Der Verein sieht sich dabei als Bindeglied zwischen den Disziplinen Pharmazie und Medizin (Geburtshilfe, Neonatologie, Anästhesie, Psychiatrie u. a.), zwischen Praxis, Klinik, Forschung und Behörden.

## Geschichte
Schweizer Pharmazeuten und Ärzte aus dem Gebiete der perinatalen Medizin und perinatalen Pharmakologie gründeten unter Initiative von Ursula von Mandach am 6. Dezember 2007 in Zürich die Schweizerische Arbeitsgemeinschaft für Perinatale Pharmakologie, SAPP.
Der Verein wurde basierend auf der Notwendigkeit gegründet, bereits gewonnene Erkenntnisse auf dem Gebiet der perinatalen Pharmakologie zu sammeln und neue Erkenntnisse zu fördern, um sie in einem interdisziplinären Netzwerk Spezialisten im Gesundheitswesen (Pharmazeuten und Ärzten in der Offizin bzw. Praxis, in der Klinik, in der Forschung sowie in staatlichen Behörden) in Form von Publikationen (Wirkstoffmonographien u. a.) und Fortbildungen regelmässig und leicht zugänglich zur Verfügung zu stellen.
Am 29. November 2012 hat der Verein sein 5-jähriges Jubiläum in Form einer besonders gestalteten Jahrestagung begangen. Dabei wurde auch das erste Ehrenmitglied ernannt.
Im Februar 2013 hatte der Verein knapp 40 Wirkstoffmonographien verfasst und zählte 119 Mitglieder.

## Ziel
Der Verein fördert das Anliegen der perinatalen Pharmakologie bei allen Institutionen des schweizerischen Gesundheitswesens (insbesondere Berufsorganisationen und Fachgesellschaften), an Schweizer Hochschulen, Schweizerischen Forschungsprogrammen und bei den Herstellern von Arzneimitteln. Der Verein fördert die evidenzbasierte Therapie bei Erkrankungen in der Schwangerschaft und Stillzeit, die Anwendung und Sicherheit von Off-Label-Use Arzneimitteln in der Schwangerschaft und Stillzeit auseinander. Der Verein regt die Bildung von internationalen Netzwerken zur Anwendung von Substanzen bei Schwangeren und Stillenden an. Die SAPP gewährleistet Ärzten und Pharmazeuten sowie interessierten Wissenschaftlern Fortbildungen in perinataler Pharmakologie.
Der Verein engagiert sich für den Ausbau der perinatalen Pharmakologie im Medizin- und Pharmaziestudium. Die SAPP fördert bei Frauen im gebärfähigen Alter das Bewusstsein für den Umgang mit Arzneimitteln und anderen Substanzen präkonzeptionell, in der Schwangerschaft und in der Stillzeit.

## Aufbau der Organisation
Der Verein ist eine Non-Profit-Organisation mit der Rechtsform als Verein im Sinne von Artikel 60ff des Schweizerischen Zivilgesetzbuches. Die SAPP besteht aus der Mitgliederversammlung, dem Vorstand und dem wissenschaftlichen Beirat. Ordentliche Mitglieder der Arbeitsgemeinschaft  sind  Ärzte und Pharmazeuten mit in- oder ausländischem Diplom in Medizin oder Pharmazie sowie Personen mit Hochschulabschluss, die an der perinatalen Pharmakologie interessiert sind. Ausserordentliche Mitglieder sind Studierende der Richtung Humanmedizin, Zahnmedizin, Veterinärmedizin, Pharmazie, solange sie gültig an einer Universität eingeschrieben sind. Ehrenmitglieder sind  Personen, die sich um die perinatale Pharmakologie verdient gemacht haben. Der Vorstand wird von der Mitgliederversammlung alle zwei Jahre gewählt. Der Wissenschaftliche Beirat besteht aus Spezialisten, die vom Vorstand jederzeit ernannt werden können.